# E-Hentai
E-Hentai，又稱E站、E紳士、熊貓網，是一個非營利性質的網路圖片分享網站，其網站的主要內容為對日本動漫以及電子遊戲等插畫、漫畫、同人誌等內容中擷取的電子圖片，收錄內容偏向於色情成人內容，此網站除公開可以任意訪客使用的該站點外，還擁有一個存取受限的隱藏站點Exhentai。

## 历史
1999年7月1日，E-Hentai邮件列表在雅虎! 群组上建立，2001年其转移到一个.net域名，由于域名被第三方买走，在2005年转移到现在的.org域名。

### Exhentai
2010年3月27日，E-Hentai禁止發布含有與未成年人、人獸交有關的繪畫作品。有人发现該網站上的所有此類作品均移至為託管此類材料而創建的姐妹網站exhentai.org。未取得權限的使用者在嘗試連線Exhentai時會顯示傷心熊貓（Sad Panda）圖示，因此被稱為「熊貓網」，目前已取消。
2019年6月，两个站点都被Google从搜索结果移除，依据其违反数字千年版权法网站的政策。

### 運作停止及恢復
2019年7月26日，網站管理人員之一Maximum_Joe在4CHAN發布了使用者備份通知，稱內部隱藏網站ExHentai將會在12小時內關閉，並強調這「並非演習」，而該外部站點E-Hentai也會在6個月內停止運作。隨後不久內部站點無法存取，宣告正式關閉，如果直接打開Exhentai的頁面則只會顯示四名《悠悠哉哉少女日和》中人物以及「這次就到此為止」（今回はここまで）的字樣。該站點主要持有者Tenboro則在E-Hentai站點的留言版發布公告稱關站原因為自己的健康因素，以及荷蘭境內法規的改變使得站點無法合法情況持續經營下去。並表示「尚未決定現有管理人员是否建立並找到下一個繼任者，或者是否將其留給現有的鏡像網站」。外部人士推測，由於Exhentai伺服器位於荷蘭，而且在事件近期荷蘭響應歐盟有關虛構兒童色情物品的定義而修改相應法律使得伺服器無法合法地在當地運作是該事件的主要誘因。不過在停止運作後不久持有者表示在社群支持下已準備制定兩個方案來延續Exhentai的存在。在同年8月2日Exhentai突然恢復正常，但是站點管理方並沒有詳細說明站點恢復的原因。此時，有坊間傳言稱「一名瑞士男子捐贈了一百萬美元」是站點恢復正常的主要原因，而且網站的伺服器也被遷移到了摩爾多瓦。但傳言出現次日，Tenboro即對捐贈事項的存在表示否認，並表示「這絕不是錢財的問題（It was never a money issue）」。

## 爭議

### 於萌娘百科的版權爭議事件
2016年7月4日，E-hentai站點首頁在新特性區換上了新的横幅，但有人發現該橫幅中所繪製形象為萌娘百科相關版權形象萌百娘的圖片。萌娘百科方面直接回應稱會對對方發送DMCA警告。隨後萌娘百科再次對事件解釋並稱其為對萌娘百科的版權侵犯，要求對方「儘快去除版頭的萌百娘形象」。7月5日，E-hentai的管理員Tenboro表示該橫幅是由其他使用者提交，並且已經移除了該橫幅。

## 外部連結
- 官方网站
- E-Hentai的X（前Twitter）
- . 萌娘百科.